# Béchir M'hedhbi
Béchir M'hedhbi (arabe : بشير المهذبي), né le 24 février 1912 à Hajeb El Ayoun et mort le 27 février 1987, est un homme politique tunisien.

## Biographie
Militant de la première heure du Néo-Destour, il adhère très tôt au mouvement national, ce qui amène Habib Bourguiba à lui confier la direction de la rédaction de L'Action tunisienne en 1932, parallèlement à ses études en droit et économie politique. Il participe également au congrès constitutif du Néo-Destour en 1934.
Après l'indépendance, il occupe de nombreuses fonctions politiques et prend des décisions importantes telles que la « tunisification » de Radio Tunis, la modernisation du secteur de l'électricité et du gaz ou la suppression des lignes de tramways.
Chargé de mission au ministère de l'Économie nationale en 1956, il devient directeur général de la radio tunisienne durant deux ans puis directeur général des réseaux d'électricité, de gaz et de transport pendant quatre ans. Il entre comme haut-cadre au ministère des Affaires étrangères en 1962 et devient ambassadeur simultanément à Beyrouth, Koweït et Amman, jusqu'en 1970. Nommé ambassadeur à Tripoli, il devient ensuite secrétaire général du ministère des Affaires étrangères. Il entre brièvement au gouvernement comme ministre de la Défense nationale entre le 29 octobre 1971 et le 9 août 1972, tout en occupant un siège au bureau politique du Parti socialiste destourien.
Par la suite, il occupe les fonctions d'ambassadeur à Rabat entre 1972 et 1974 et à Londres entre 1974 et 1976.

## Sources
- (ar) Mohamed Boudhina, Machahîr Al Tûnusiyyîn [« Personnalités tunisiennes »], Tunis, Cérès, 1992.